# Харбах (Альтенкирхен)
Харбах (нем. Harbach) — община в Германии, в земле Рейнланд-Пфальц.
Входит в состав района Альтенкирхен-Вестервальд. Подчиняется управлению Кирхен (Зиг). Население составляет 551 человек (на 31 декабря 2010 года). Занимает площадь 5,63 км².
Коммуна подразделяется на 3 сельских округа.